# Clynotis semiater
Clynotis semiater là một loài nhện trong họ Salticidae.
Loài này thuộc chi Clynotis. Clynotis semiater được Ludwig Carl Christian Koch miêu tả năm 1879.